# Betriebsstellenverzeichnis
Das Betriebsstellenverzeichnis – früher als Bahnamtliches Betriebsstellenverzeichnis bezeichnet – listet alle Betriebsstellen eines Eisenbahninfrastrukturunternehmens auf. Jede Eintragung enthält die Abkürzung, den Namen und die Art der Betriebsstelle.

## Deutschland

### Deutsche Reichsbahn
Bei der Deutschen Reichsbahn wurden die Betriebsstellen in den nachfolgenden „Dienstvorschriften“ (DV) festgehalten:
- DV 733 – Amtliches Bahnhofsverzeichnis der Deutschen Reichsbahn und der deutschen Privatbahnen sowie Kleinbahnen mit Güterverkehr.
- DV 907 – Verzeichnis der Maschinenämter, Bahnbetriebswerke, Bahnbetriebswagenwerke, Lokomotivbahnhöfe, Bahnhofsschlossereien und Hilfszüge.

(DV 100: Personalvorschriften Teil I Beamtenrecht)
Mit der EDV-Einführung Mitte der 1980er Jahre wurden die bisher bei der Deutschen Reichsbahn in der DDR genutzten Abkürzungen überarbeitet. Die Schreibung erfolgte nun in Großbuchstaben und ohne Umlaute; innerhalb einer Reichsbahndirektion wurde eine Abkürzung nur einmal vergeben. Zum 1. Januar 1992 wurde das Schema mit dem Bezeichnungssystem der Deutschen Bundesbahn vereinheitlicht.

### Deutsche Bundesbahn
Dieses Verzeichnis wurde bei der Deutschen Bundesbahn ab 1951 in sogenannten „Druckschriften“ (DS) herausgegeben.
Das Betriebsstellenverzeichnis bestand aus den folgenden Druckschriften:
- 100 – Verzeichnis der Abkürzungen
- 100/1 – Verzeichnis der Abkürzungen – Allgemeine Abkürzungen
- 100/2 – Verzeichnis der Abkürzungen – Bahnhöfe und Betriebsstellen
- 100/3 – Verzeichnis der Abkürzungen – Dienststellennummern der Bahnhöfe und Betriebsstellen[3]

### Deutsche Bahn AG
Bei der Deutschen Bahn werden die Betriebsstellen der DB InfraGO im Regelwerk 100 festgehalten. Dieses Regelwerk besteht aus den folgenden „Richtlinien“ (Ril):
- 100.0001 – Abkürzungen für Örtlichkeiten nutzen; Abkürzungen bilden und Codierungsschlüssel
- 100.0002 – Abkürzungen für Örtlichkeiten nutzen, Örtlichkeiten mit Abkürzungen
- 100.0003 – Abkürzungen mit Örtlichkeiten nutzen, Abkürzungen der Örtlichkeiten

### Aufbau
Das Betriebsstellenverzeichnis enthält für sämtliche Betriebsstellen folgende Angaben:
- Abkürzung
- Name
- Art

#### Abkürzung
Die Abkürzung wird in der Regel aus der Lage der Betriebsstelle, dem Ort und Art der Betriebsstelle gebildet.
An erster Stelle beschreibt ein Kennbuchstabe die regionale Lage der Betriebsstelle. Diese ist für deutsche Betriebsstellen abgeleitet aus den frühen Bundesbahndirektion (BD) bzw. Reichsbahndirektion (Rbd). Dieser ist in der Regel der Anfangsbuchstabe des ehemaligen Direktionssitzes. Zum Beispiel: H für Hannover, F für Frankfurt, M für München. Bei den Doppelbelegungen Essen/Erfurt, Hannover/Halle, Saarbrücken/Stuttgart/Schwerin und Köln/Karlsruhe wurde für die letztgenannten ein noch freier Buchstabe als Kennbuchstabe gewählt.
Nachfolgend wird die Betriebsstelle mit einem eindeutigen Kürzel kodiert. Dies reicht von einem Buchstaben wie bei MA für Regionaldirektionsbereich München – Augsburg bis hin zu vier weiteren Buchstaben etwa bei EMSTP Regionalbereich Essen – Münster (Westfalen) Personenbahnhof.
Betriebsstellen des Auslands werden unter den Kürzeln X und Z aufgeführt. An zweiter Stelle wird ein Länderkürzel angegeben. Beispielsweise steht XDKH für Auslandsbereich X – Dänemark – Koebenhavn H.
Streckenwechsel werden an erster Stelle mit einem Y bezeichnet.
Ein X am Ende des Kürzels kennzeichnet dagegen ein Ausbesserungswerk (AW), z. B. LDX (AW Dessau), KKROX (AW Krefeld-Oppum). Diese Kürzel sieht man z. B. im so genannten Revisionsraster von Triebfahrzeugen und Wagen. Diese geben an, welchem Ausbesserungswerk das jeweilige Schienenfahrzeug zugeordnet ist und wann es zuletzt hauptuntersucht wurde.
Erläuterung der Kennbuchstaben:
AHamburg (A=Altona)
BBerlin
CAusländische Örtlichkeiten von Schienengüterverkehrsunternehmen
DDresden
EEssen
FFrankfurt
HHannover
IOrtsfeste und ortsveränderliche Energieanlagen der 16,7-Hertz-Energieversorgung
JAusländische Örtlichkeiten von Schienengüterverkehrsunternehmen
KKöln
LHalle
MMünchen
NNürnberg
OAusländische Örtlichkeiten in Ländern, die vollständig in das Europäische Fahrplanzentrum eingebunden sind
PAusländische Örtlichkeiten in Ländern, die vollständig in das Europäische Fahrplanzentrum eingebunden sind
QÖrtlichkeiten von 50-Hertz-Anlagen
RKarlsruhe
SSaarbrücken
TStuttgart
UErfurt
VTankanlagen für Verbrennungsfahrzeuge
WSchwerin
XAusland (z. B. XFPO für Paris-Est, die frühere Unterteilung „X=West/Z=Ost“ existiert nicht mehr)
YStreckenwechsel
ZAusland (z. B. ZLV für Vilnius, die frühere Unterteilung „X=West/Z=Ost“ existiert nicht mehr)

#### Name
Unter Name ist die Betriebsstelle angegeben, z. B. „Lübeck-Travemünde Skandinavienkai Grenze“.

#### Art
Unter Art wird ein Kürzel für die Art der Betriebsstelle angegeben:
AbzwAbzweigstelle
AnstAnschlussstelle
AwanstAusweichanschlussstelle
BfBahnhof
BftBahnhofsteil
BkBlockstelle
BushBushaltestelle
DkstDeckungsstelle
EstEinsatzstelle für Zugpersonal
FwstFernwirkstelle
GpGrenzpunkt
HpHaltepunkt
LGrLandesgrenze
LWLaufweg
MuseumMuseumsbahnhof
PDGrProduktionsdurchführungsgrenze
RBGrRegionalbereichsgrenze
SbkSelbsttätige Blockstelle
SchstrSchutzstrecke
SlstSchiffslandestelle
SpSchaltposten
StrwStreckenwechsel
TpTarifpunkt
UrwUmrichterwerk
UwUnterwerk
ÜstÜberleitstelle
ZesZentralschaltstelle
NE-*Nichtbundeseigene Eisenbahn
vp-*verpachtet

#### Beispiele
Die Betriebsstelle ist der Bahnhof in Bad Godesberg.
Zunächst wird der Regionalbereich, in dem der Bahnhof liegt, ausgewählt. Bonn Bad-Godesberg gehört zum Regionalbereich Köln, also K. Es folgt die Abkürzung für Bonn-Bad Godesberg: BBG. Die Betriebsstelle hat also das Kürzel KBBG. Bahnhofsteile erhalten oftmals die um einen Buchstaben erweiterte gleiche Abkürzung, KBBGG stand so beispielsweise für Bonn-Bad Godesberg Gbf.
Im Verzeichnis ist unter dem Kürzel KBBG der Name der Betriebsstelle zu finden, Bonn-Bad Godesberg und die Art der Betriebsstelle, Bf = Bahnhof.
```
Kürzel:  Name:                                Art:
AA       Hamburg-Altona                       Bf
AA  2    Hamburg-Altona (EST)                 Est
AA  K    Hamburg-Altona Gbf (Ak)              Bft
AA  N    Hamburg-Altona (An)                  Bft
AA  P    Hamburg-Altona (Ap)                  Bft
AA  W    Hamburg-Altona Kai                   Bft
AAS      Hamburg-Altona (S-Bahn)              Bf
AH       Hamburg Hbf                          Bf
EPD      Paderborn                            Bf
HC       Celle                                Bf
HH       Hannover Hbf                         Bf
HHAS     Haste                                Bf
HHM      Hameln                               Bf
HM       Minden                               Bf
KBBG     Bonn-Bad Godesberg                   Bf
KZU      Euskirchen Zuckerfabrik              Hp
LSTI     Stiege                               NE-Bf
NHO      Hof Hbf                              Bf
YLLCI    Chemnitz-Hilbersdorf Strw 6258/6257  Strw
```

Im Rahmen der Open-Data-Initiative gibt die Deutsche Bahn AG diese Daten unter einer Creative-Commons-Lizenz heraus.

## Österreich
Ebenso wie die DB in Deutschland haben auch die ÖBB in Österreich eine Abkürzungsliste für ihre Betriebsstellen. Dieses Regelwerk „30.04.21 Verzeichnis der Betriebsstellencodes“ ist auch noch unter seiner alten Abkürzung DB 640 („Dienstbehelf 640“) bekannt.
Es gliedert sich in zwei Abschnitte:
Abschnitt 1 – Verzeichnis der Betriebsstellen

alphabetisch geordnet mit dazugehöriger Codierung
Abschnitt 2 – Verzeichnis der Codierungen

alphabetisch geordnet mit dazugehörigem Langtext
Im Gegensatz zum deutschen Verzeichnis sind lediglich die Codierung und der Langname der Betriebsstellen enthalten, nicht jedoch die Art. Es ist jedoch möglich, mithilfe der Codierung auf die Betriebsstellenart rückzuschließen. Dabei bedeutet:
| A | Anschlussbahn                                             |
| B | Blockstelle                                               |
| E | Eisenbahnkreuzung                                         |
| G | Grenze (national und international)                       |
| H | Haltestelle                                               |
| K | Ausweichanschlussstelle bzw. Halte- und Ladestelle        |
| L | Ladestelle                                                |
| S | Selbstblockstelle                                         |
| U | Überleitstelle                                            |
| W | Abzweigweiche (= Abzweigstelle innerhalb eines Bahnhofes) |
| Z | Abzweigstelle                                             |

Diese Buchstaben werden hinter dem Code des in Fahrtrichtung 1 zurückgelegenen Bahnhofes angegeben und innerhalb des Bahnhofabstandes durchnummeriert. Dabei verwenden alle Arten einen eigene Nummerierung beginnend bei 1, nur Selbstblock-, Abzweig- und Überleitstellen werden zusammengefasst. Selbstblockstellen werden abschließend noch mit der Nummer der Fahrtrichtung ergänzt.
Beispiel 1: Abschnitt Mödling – Pfaffstätten, Teil der Südbahn.

| Md     | Bahnhof           | Mödling                   |
| Md S11 | Selbstblockstelle | Md 1 (in Fahrtrichtung 1) |
| Md H1  | Haltestelle       | Guntramsdorf-Thallern     |
| Md U2  | Überleitstelle    | Md 2                      |
| Md H2  | Haltestelle       | Gumpoldskirchen           |
| Md S31 | Selbstblockstelle | Md 3 (in Fahrtrichtung 1) |
| Bf     | Bahnhof           | Pfaffstätten              |

Im Bedarfsfall kann auch noch ein Buchstabe hintangestellt werden, um bei einem Abzweigbahnhof die Strecke kenntlich zu machen. Zum Beispiel Neu H1 = Haltestelle Kimpling an der „Hauptstrecke“ Wels > Neumarkt-Kallham > Passau; Neu H1P = Haltestelle Wendling zwischen Neumarkt-Kallham und Pram-Haag.
Abweichungen zu den oben genannten Buchstaben sind möglich und kommen im Zuge von Änderungen der Betriebsstellen immer wieder vor. So wurde beispielsweise aus der ehemaligen Halte- und Ladestelle Staatz eine reine Haltestelle, der Betriebsstellencode blieb jedoch Enz K1.

## Schweiz
In der Schweiz vergibt das Bundesamt für Verkehr für jede Haltestelle des öffentlichen Verkehrs, also für Eisenbahnen, Straßenbahnen, Busse, Schiffe, Seilbahnen usw. eindeutige Namen. Diese werden in der Dienststellendokumentation, kurz DiDok, veröffentlicht. In dieser sind auch Abkürzungen der einzelnen Eisenbahn-Dienststellen enthalten, die von den Bahnunternehmen der Schweiz genutzt werden.

## Liechtenstein
Liechtensteinsche Bahnhöfe haben wie auch die österreichischen eine mit 81 beginnende Interne Bahnhofsnummer (IBNR).

## Schweden
In Schweden gibt es für Bahnstationen ebenfalls ein Abkürzungsverzeichnis.

## USA
Das amerikanische Eisenbahnverkehrsunternehmen Amtrak benutzt ebenso einen Code für seine Bahnhöfe. Dieser sogenannte „Station Code“ besteht aus drei Buchstaben, ist aber nicht zu verwechseln mit dem IATA-Code für Flughäfen bzw. Bahnhöfe.